# Jenaz
Jenaz är en ort och kommun i regionen Prättigau/Davos i kantonen Graubünden, Schweiz. Kommunen har 1 145 invånare (2023). Den ligger i mittre delen av dallandskapet Prättigau.  I kommunen finns även orten Pragg-Jenaz.